# 南港口駅

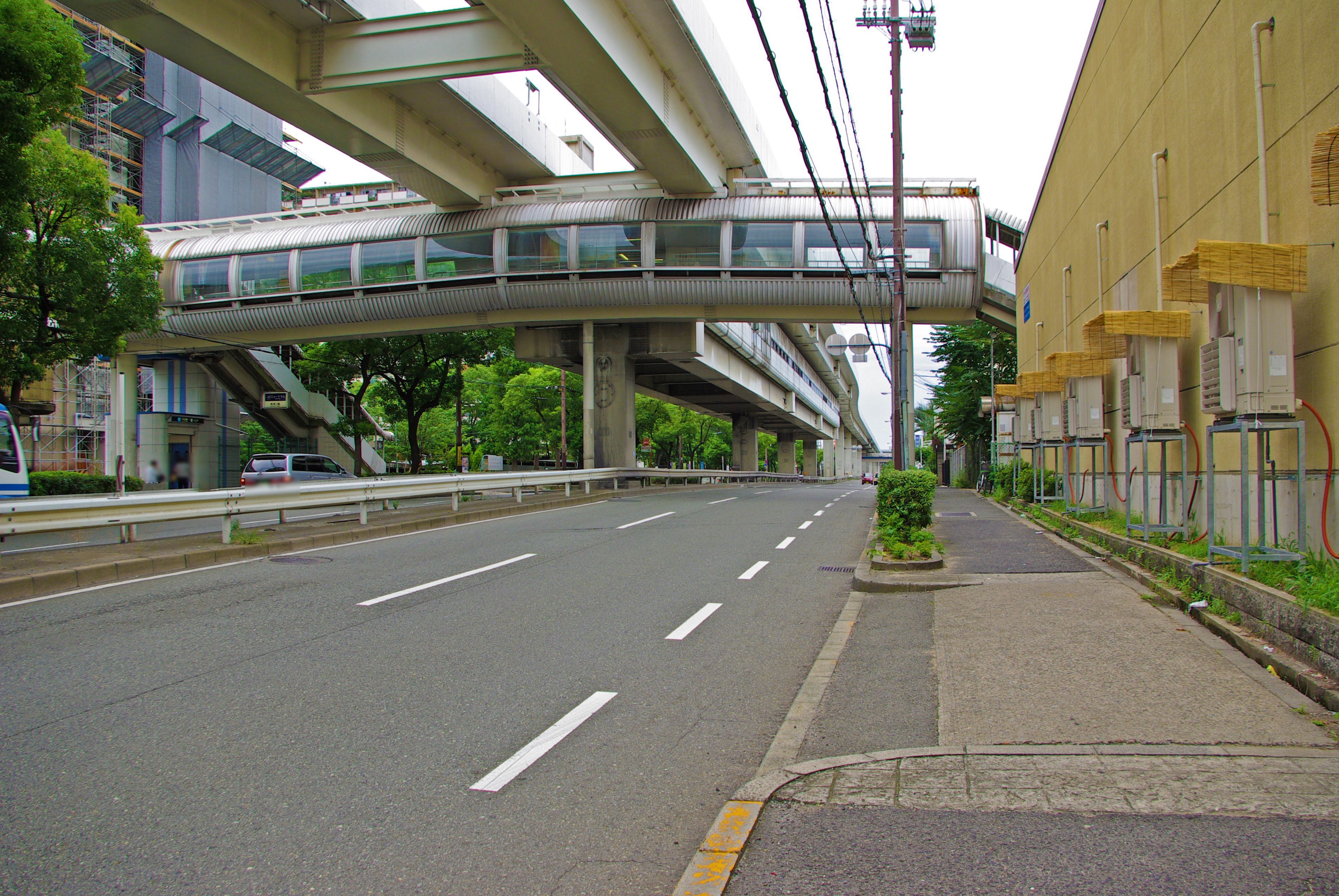
駅全景（リニューアル前、2009年8月）

南港口駅（なんこうぐちえき）は、大阪府大阪市住之江区南港東一丁目にある大阪市高速電気軌道 (Osaka Metro) 南港ポートタウン線（ニュートラム）の駅。駅番号はP16。

## 歴史
- 1981年（昭和56年）3月16日：大阪市交通局南港ポートタウン線（ニュートラム）の住之江公園駅 - 中ふ頭駅間の開通と同時に開業[1]。
- 2018年（平成30年）4月1日：大阪市交通局の民営化により、大阪市高速電気軌道 (Osaka Metro) の駅となる。

## 駅構造
島式ホーム1面2線の高架駅。2階に改札・コンコース、3階にホームがある。改札口は住之江公園寄りの1か所のみである。
当駅は、南港運輸事務所に所属し、住之江公園駅の被管理駅である。なお、当駅は2020年（令和2年）12月下旬頃から開始した大規模改修により、ホーム、トイレなどの設備が更新された。

### のりば
| 番線 | 路線                                | 行先                       |
| ---- | ----------------------------------- | -------------------------- |
| 1    | 南港ポートタウン線 （ニュートラム） | 住之江公園方面             |
| 2    | 南港ポートタウン線 （ニュートラム） | 中ふ頭・コスモスクエア方面 |

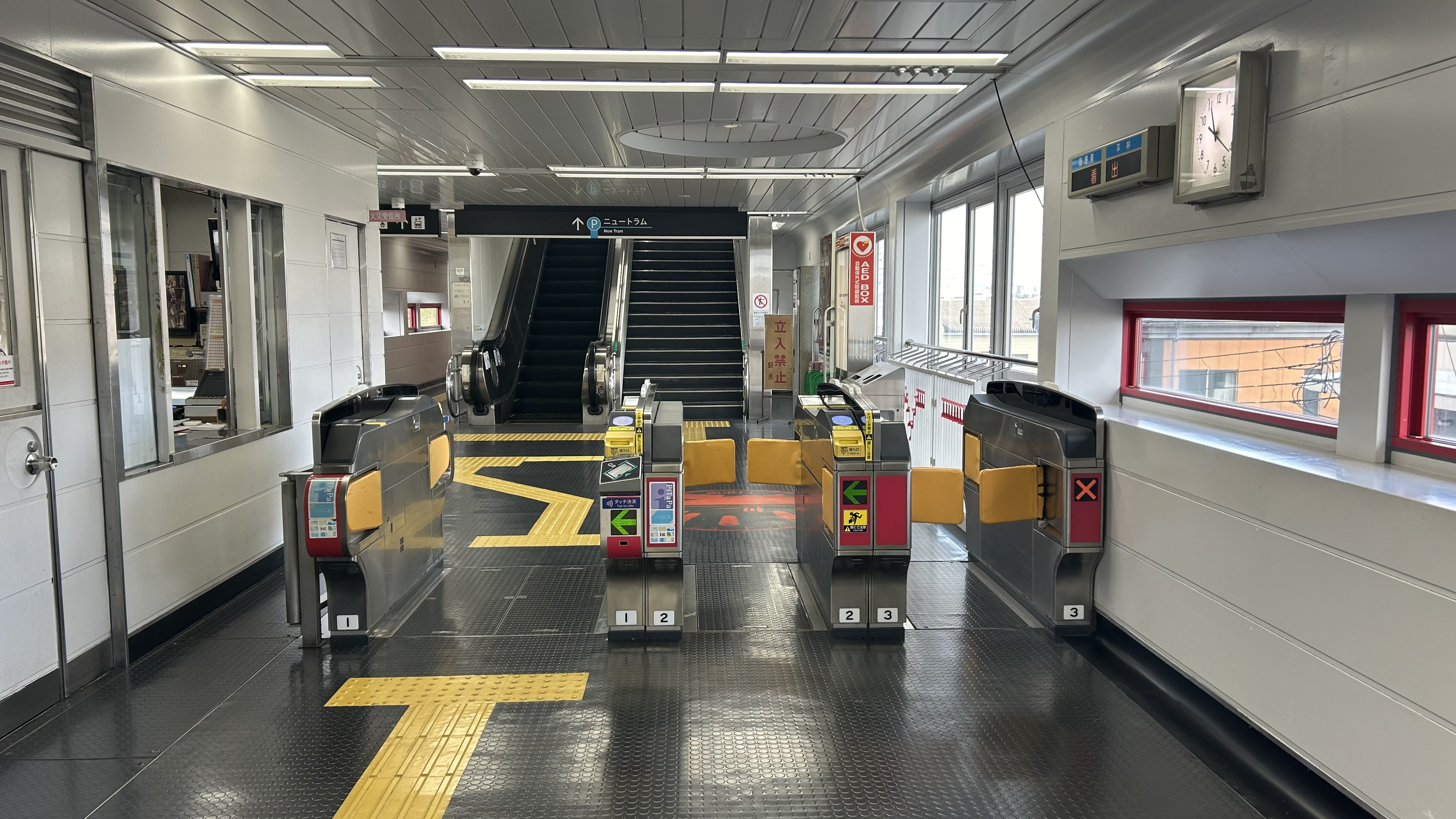
改札（2024年11月）
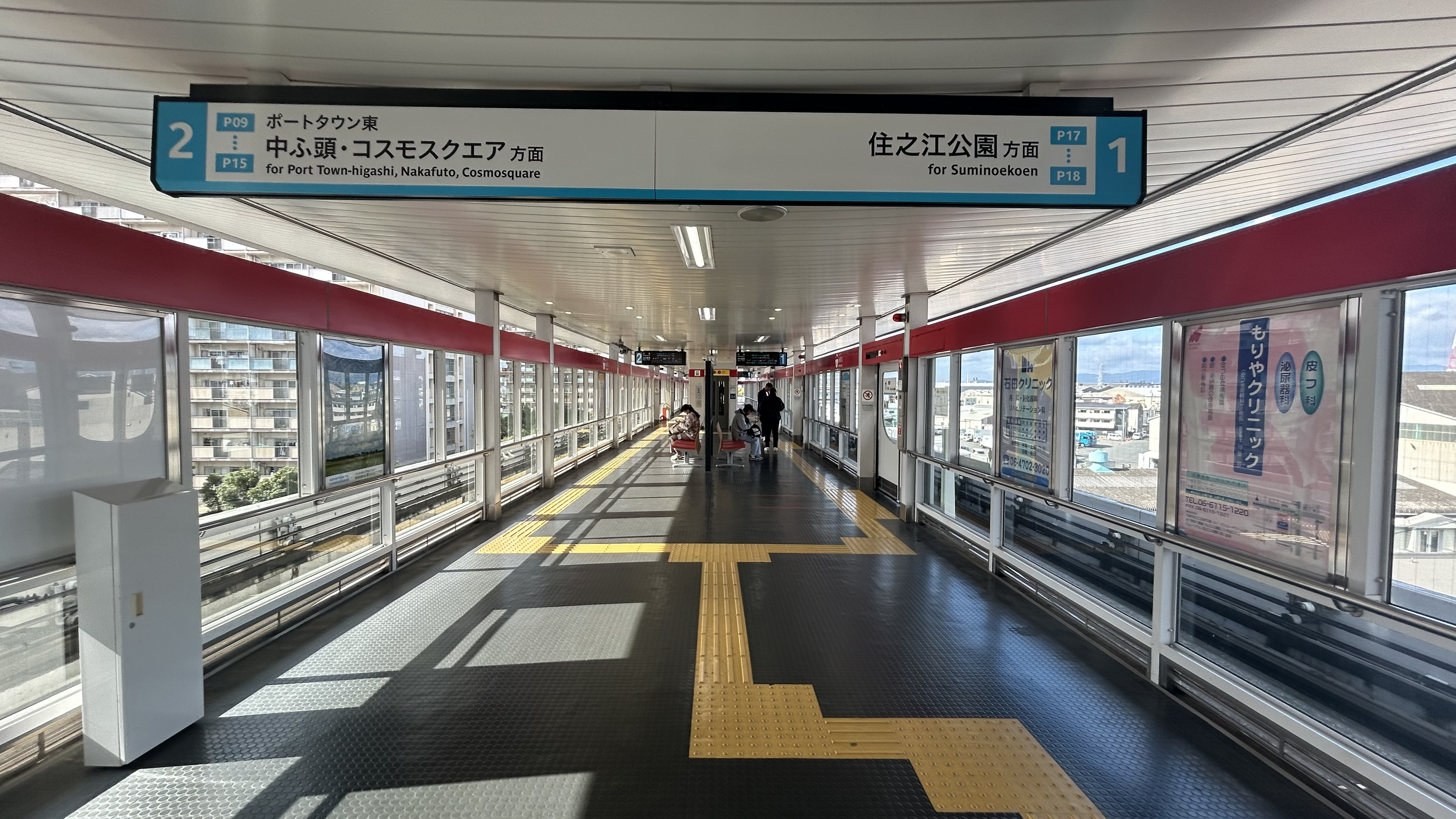
プラットホーム（2024年11月）
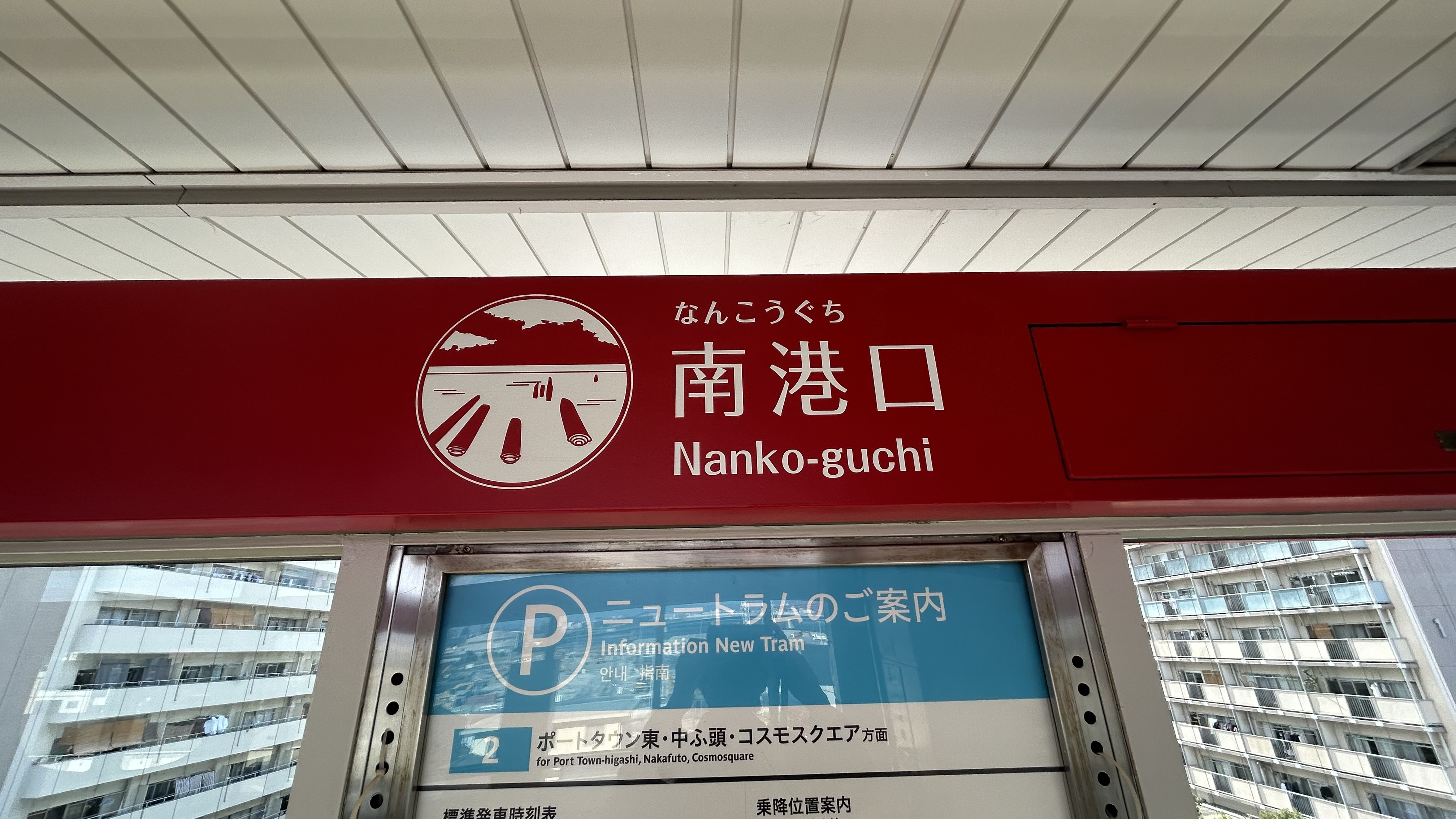
駅名標

### 出口
| 出口番号 | 出口周辺     | 備考             |
| -------- | ------------ | ---------------- |
| 1        | 陸運局       |                  |
| 2        |              | 7:30-20:55       |
| 3        | 港南造形高校 | エレベーターあり |

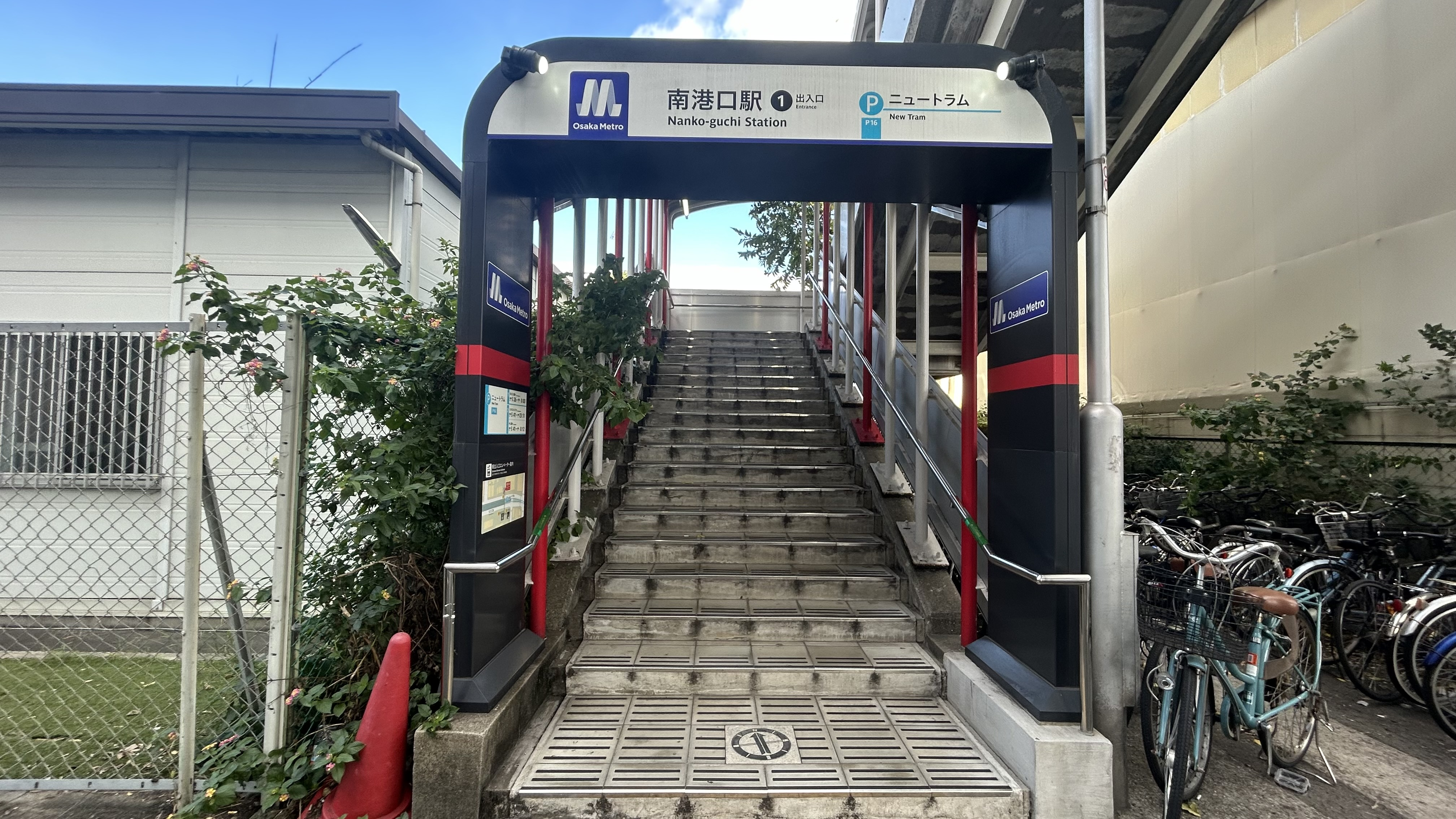
1号出入口（2024年11月）
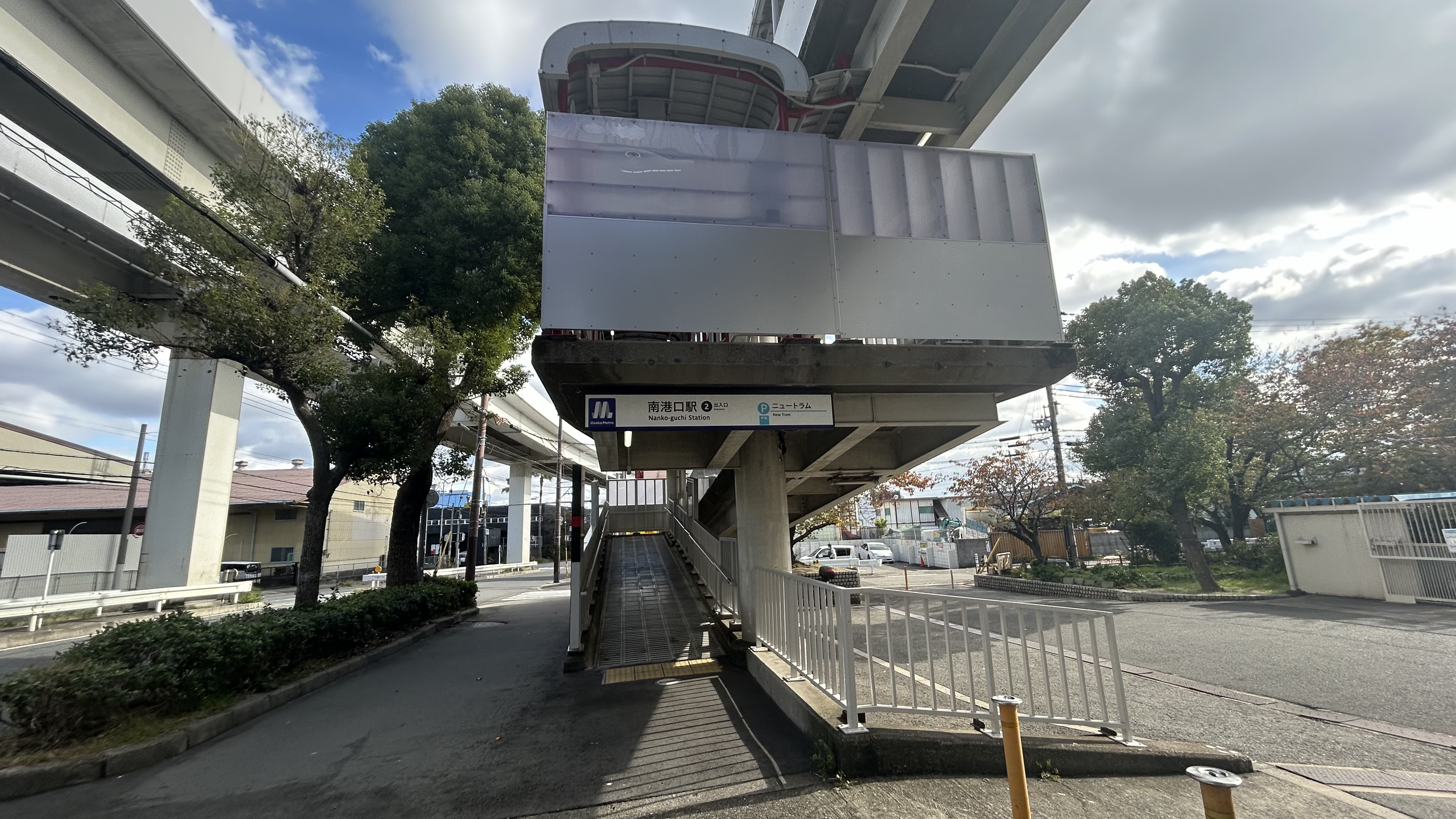
2号出入口（2024年11月）
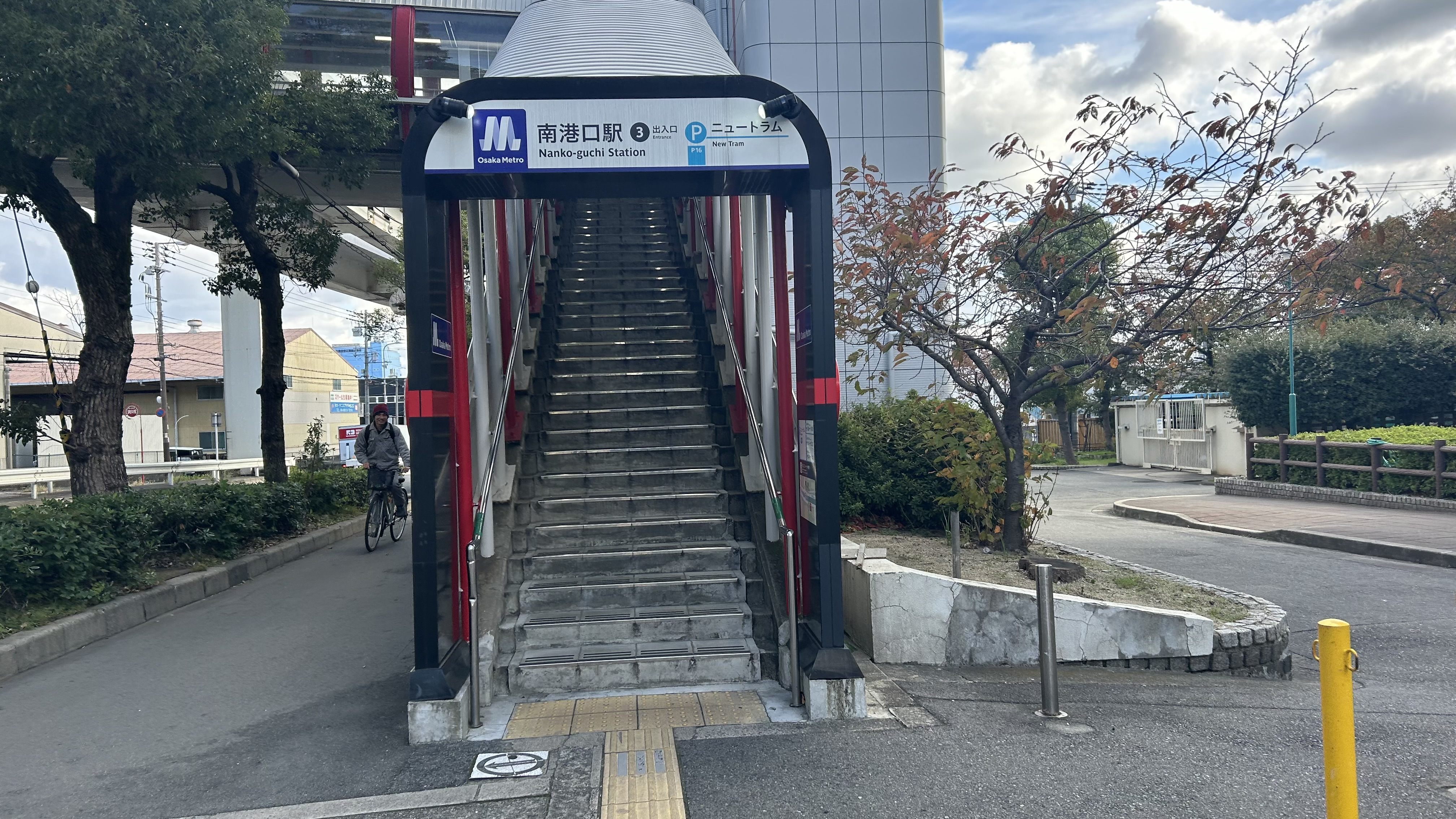
3号出入口（2024年11月）

## 利用状況
2024年11月12日の1日乗降人員は4,314人（乗車人員：2,172人、降車人員：2,142人）であり、ニュートラムの駅では10駅中8位（南港東駅、フェリーターミナル駅に次いで少ない）。
各年度の特定日利用状況は下表の通り。なお1995年度の記録については、1996年に行われた調査であるが会計年度上表中に記載の年度となる。
| 年度               | 調査日   | 乗車人員 | 降車人員 | 乗降人員 | 出典          | 出典          |
| 年度               | 調査日   | 乗車人員 | 降車人員 | 乗降人員 | メトロ        | 大阪府        |
| ------------------ | -------- | -------- | -------- | -------- | ------------- | ------------- |
| 1981年（昭和56年） | 11月10日 | 2,198    | 2,264    | 4,462    |               | [ 大阪府 1 ]  |
| 1985年（昭和60年） | 11月12日 | 2,875    | 2,697    | 5,572    |               | [ 大阪府 2 ]  |
| 1987年（昭和62年） | 11月10日 | 3,309    | 3,191    | 6,500    |               | [ 大阪府 3 ]  |
| 1990年（平成02年） | 11月06日 | 2,910    | 2,835    | 5,745    |               | [ 大阪府 4 ]  |
| 1995年（平成07年） | 02月15日 | 2,614    | 2,577    | 5,191    |               | [ 大阪府 5 ]  |
| 1998年（平成10年） | 11月10日 | 2,535    | 2,371    | 4,906    |               | [ 大阪府 6 ]  |
| 2007年（平成19年） | 11月13日 | 2,434    | 2,460    | 4,894    |               | [ 大阪府 7 ]  |
| 2008年（平成20年） | 11月11日 | 2,458    | 2,437    | 4,895    |               | [ 大阪府 8 ]  |
| 2009年（平成21年） | 11月10日 | 2,348    | 2,375    | 4,723    |               | [ 大阪府 9 ]  |
| 2010年（平成22年） | 11月09日 | 2,307    | 2,343    | 4,650    |               | [ 大阪府 10 ] |
| 2011年（平成23年） | 11月08日 | 2,388    | 2,372    | 4,760    |               | [ 大阪府 11 ] |
| 2012年（平成24年） | 11月13日 | 2,301    | 2,282    | 4,583    |               | [ 大阪府 12 ] |
| 2013年（平成25年） | 11月19日 | 2,353    | 2,354    | 4,707    | [ メトロ 1 ]  | [ 大阪府 13 ] |
| 2014年（平成26年） | 11月11日 | 2,325    | 2,315    | 4,640    | [ メトロ 2 ]  | [ 大阪府 14 ] |
| 2015年（平成27年） | 11月17日 | 2,307    | 2,279    | 4,586    | [ メトロ 3 ]  | [ 大阪府 15 ] |
| 2016年（平成28年） | 11月08日 | 2,362    | 2,354    | 4,716    | [ メトロ 4 ]  | [ 大阪府 16 ] |
| 2017年（平成29年） | 11月14日 | 2,405    | 2,373    | 4,778    | [ メトロ 5 ]  | [ 大阪府 17 ] |
| 2018年（平成30年） | 11月13日 | 2,395    | 2,345    | 4,740    | [ メトロ 6 ]  | [ 大阪府 18 ] |
| 2019年（令和元年） | 11月12日 | 2,388    | 2,402    | 4,790    | [ メトロ 7 ]  | [ 大阪府 19 ] |
| 2020年（令和02年） | 11月10日 | 2,124    | 2,114    | 4,238    | [ メトロ 8 ]  | [ 大阪府 20 ] |
| 2021年（令和03年） | 11月16日 | 2,025    | 2,015    | 4,040    | [ メトロ 9 ]  | [ 大阪府 21 ] |
| 2022年（令和04年） | 11月15日 | 2,025    | 2,006    | 4,031    | [ メトロ 10 ] | [ 大阪府 22 ] |
| 2023年（令和05年） | 11月07日 | 2,028    | 2,033    | 4,061    | [ メトロ 11 ] | [ 大阪府 23 ] |
| 2024年（令和06年） | 11月12日 | 2,172    | 2,142    | 4,314    | [ メトロ 12 ] |               |

## 駅周辺
- 大阪府立港南造形高等学校
- 公団南港前団地
- 関西木材市場
- 住之江平林南郵便局
- 大阪運輸支局なにわ自動車検査登録事務所
- 阪神高速4号湾岸線
- 住之江通

## その他
- 「南港口」という駅名から、大阪南港（フェリー乗り場）の最寄り駅と間違える人が多く、当駅のホームには「フェリー乗り場にお越しの人は、フェリーターミナル駅で下車下さい」という貼紙がなされている。

## 隣の駅
大阪市高速電気軌道 (Osaka Metro)
 南港ポートタウン線（ニュートラム）
南港東駅 (P15) - 南港口駅 (P16) - 平林駅 (P17)
- ( ) 内は駅番号を示す。

### 記事本文

### 利用状況
1. ↑  路線別駅別乗降人員 - 大阪市高速電気軌道
2. ↑  大阪府統計年鑑 - 大阪府
3. ↑  大阪市統計書 - 大阪市

#### 大阪市高速電気軌道
1. ↑  路線別乗降人員 （2013年11月19日（火）交通調査） (PDF)
2. ↑  路線別乗降人員 （2014年11月11日（火）交通調査） (PDF)
3. ↑  路線別乗降人員 （2015年11月17日（火）交通調査） (PDF)
4. ↑  路線別乗降人員 （2016年11月8日（火）交通調査） (PDF)
5. ↑  路線別乗降人員 （2017年11月14日（火）交通調査） (PDF)
6. ↑  路線別乗降人員 （2018年11月13日（火）交通調査） (PDF)
7. ↑  路線別乗降人員 （2019年11月12日（火）交通調査） (PDF)
8. ↑  路線別乗降人員 （2020年11月10日（火）交通調査） (PDF)
9. ↑  路線別乗降人員 （2021年11月16日（火）交通調査） (PDF)
10. ↑  路線別乗降人員 （2022年11月15日（火）交通調査） (PDF)
11. ↑  路線別乗降人員 （2023年11月7日（火）交通調査） (PDF)
12. ↑  路線別乗降人員 （2024年11月12日（火）交通調査） (PDF)

#### 大阪府統計年鑑
1. ↑  大阪府統計年鑑（昭和57年） (PDF)
2. ↑  大阪府統計年鑑（昭和61年） (PDF)
3. ↑  大阪府統計年鑑（昭和63年） (PDF)
4. ↑  大阪府統計年鑑（平成3年） (PDF)
5. ↑  大阪府統計年鑑（平成8年） (PDF)
6. ↑  大阪府統計年鑑（平成11年） (PDF)
7. ↑  大阪府統計年鑑（平成20年） (PDF)
8. ↑  大阪府統計年鑑（平成21年） (PDF)
9. ↑  大阪府統計年鑑（平成22年） (PDF)
10. ↑  大阪府統計年鑑（平成23年） (PDF)
11. ↑  大阪府統計年鑑（平成24年） (PDF)
12. ↑  大阪府統計年鑑（平成25年） (PDF)
13. ↑  大阪府統計年鑑（平成26年） (PDF)
14. ↑  大阪府統計年鑑（平成27年） (PDF)
15. ↑  大阪府統計年鑑（平成28年） (PDF)
16. ↑  大阪府統計年鑑（平成29年） (PDF)
17. ↑  大阪府統計年鑑（平成30年） (PDF)
18. ↑  大阪府統計年鑑（令和元年） (PDF)
19. ↑  大阪府統計年鑑（令和2年） (PDF)
20. ↑  大阪府統計年鑑（令和3年） (PDF)
21. ↑  大阪府統計年鑑（令和4年） (PDF)
22. ↑  大阪府統計年鑑（令和5年） (PDF)
23. ↑  大阪府統計年鑑（令和6年） (PDF)